# Eyjólfur Ingjaldarson
Eyjólfur Ingjaldarson (n. 910) fue un vikingo y bóndi de Þverá, Kviabekkur í Ólafsfirði, Eyjafjarðarsýsla en Islandia. Era hijo de Ingjaldur Helgason. Es un personaje de la saga de Víga-Glúms, y saga de Reykdæla ok Víga-Skútu,

## Herencia
Se casó con Ástríður Vigfúsdóttir (n. 914), una dama de noble cuna de Voss, Hordaland, Noruega, y de esa relación nacieron cuatro hijos:
- Þorsteinn Eyjólfsson (n. 936)
- Vigfús Eyjólfsson (n. 938)
- Glúmur Eyjólfsson
- Helga Eyjólfsdóttir (n. 942)